# Currency Act

Le Currency Act ou Paper Bills of Credit Act, du 19 avril 1764 est une loi parlementaire anglaise (citation 4 Geo. III c. 34) interdisant aux Treize colonies d'émettre quelque monnaie que ce soit, en particulier de billets de banque. Elle consacre la primauté de la livre sterling.
Cette décision, prise quelques jours seulement après le Sugar Act, a soulevé une opposition massive en Amérique du Nord. Les assemblées coloniales protestèrent vivement. Les colonies avaient déjà créé leur propre monnaie fiduciaire, le Colonial Scrip, de valeur très faible à nulle car non soutenue par l'étalon-or.
Cette loi n'est pas comptée parmi les Intolerable Acts. Un second Currency Act a été édicté en 1751 dans le but de limiter le volume de monnaie fiduciaire autorisée par les colonies américaines.